# Argentina en el Festival de la OTI
Argentina es de los países que debutaron en el Festival de la OTI en Madrid 1972, siendo representada por el tema "Sabes que estamos aquí, América", interpretado por el afamado folklorista Víctor Heredia, sin embargo no fue muy bien calificada en los votos, quedando en la novena posición. 
La televisión argentina registra cuatro triunfos en la historia del Festival. El primero tuvo lugar en Caracas en 1979, cuando Daniel Riolobos obtiene el primer premio con el romántico tema "Puedes contar conmigo", del destacado bolerista Chico Novarro.
Luego, en Buenos Aires en 1988, Guillermo Guido haría lo propio con la obra de Carlos Castellón "Todavía eres mi mujer", con lo que Argentina se transformaba en el primer país en ganar siendo local en la historia del certamen.
Posteriormente en 1991, en la edición celebrada en Acapulco, Argentina vuelve al primer lugar de la mano de quien luego ganaría el Festival de la Canción de Viña del Mar, Claudia Brant, con el tema "Adonde estás ahora", de su autoría.
Y finalmente en Valencia en 1994, Claudia Carenzio obtendría el primer puesto con el melancólico tema creado por Bibi Albert "Canción despareja".
Además, Argentina fue sede del festival en dos oportunidades. La primera de ellas en 1980 por haber vencido en la edición de 1979, en el teatro General San Martín de la capital argentina, que fuera presentada por Antonio Carrizo y Liliana López Foresi. La escenografía era un fondo oscuro, con la orquesta de fondo tras los intérpretes y un pasillo de suelo dorado en la mitad del escenario, atravesando la orquesta, por donde debían pasar los cantantes. Luego volvería a organizar el festival en 1988, en el teatro Cervantes de Buenos Aires, siendo presentadores en dicha ocasión Lidia Satragno y Juan Alberto Badía. La escenografía, al igual que en 1980, tiene a la orquesta de fondo, delante de una pared negra, y sobre ella, la sigla OTI en tono azul eléctrico.
Argentina participó en todas las ediciones del Festival OTI Internacional excepto en la de 1974.

## Participaciones de Argentina en el Festival de la OTI
| Año  | Sede             | Artista                          | Canción                                | Director orquesta        | Lugar | Pts |
| ---- | ---------------- | -------------------------------- | -------------------------------------- | ------------------------ | ----- | --- |
| 2000 | Acapulco         | Guillermo Guido                  | Amar es tan simple                     | José Ogivieki            | F     |     |
| 1998 | San José         | Alicia Vignola                   | Sin amor                               | Álvaro Esquivel          | 2     |     |
| 1997 | Lima             | Raúl Lavié                       | Sin tu mitad                           | Víctor Salazar           | F     |     |
| 1996 | Quito            | Guillermo Guido                  | Cuanto te amo                          | Carlos Castellón         | 2     |     |
| 1995 | San Bernardino   | Inés Rinaldi y Fernando Porta    | Si se pierden las canciones            | Oscar Cardozo Ocampo     |       |     |
| 1994 | Valencia         | Claudia Carenzio                 | Canción despareja                      | José Fabra               | 1     |     |
| 1993 | Valencia         | Marcelo San Juan                 | Yo soy el otro                         | José Fabra               |       |     |
| 1992 | Valencia         | Horacio Molina                   | Lo vivido                              | José Fabra               |       |     |
| 1991 | Acapulco         | Claudia Brant                    | Adónde estás ahora                     | Chucho Ferrer            | 1     |     |
| 1990 | Las Vegas        | Trío San Javier                  | Quedate chiquilin                      | William Sánchez          |       |     |
| 1989 | Miami            | Mónica Cruz                      | Te quedarás en mi                      |                          |       |     |
| 1988 | Buenos Aires     | Guillermo Guido                  | Todavía eres mi mujer                  | Oscar Cardozo Ocampo     | 1     | 26  |
| 1987 | Lisboa           | Lalo Márquez y Daniel Altamirano | Todavía la vida                        | Fernando Correia Martins | 15    |     |
| 1986 | Santiago         | Hugo Marcel                      | A ti no te ha dicho                    | Mike Ribas               | 3     |     |
| 1985 | Sevilla          | Marcelo Alejandro                | Y tu, Prohibida                        | Mike Ribas               | 2     |     |
| 1984 | Ciudad de México | Alan y Roy                       | La luz de mi escritorio no se enciende | Buddy McCluskey          |       |     |
| 1983 | Washington D. C. | Silvina Garré                    | Charlaciones                           | Horacio Malvicino        | 19    | 32  |
| 1982 | Lima             | Magdalena León                   | Para dar las gracias                   | Horacio Malvicino        | 4     | 22  |
| 1981 | Ciudad de México | Marianella                       | Subete a mi nube                       | Mike Ribas               | 2     | 40  |
| 1980 | Buenos Aires     | Luis Ordóñez                     | Dime adiós                             | Horacio Malvicino        | 3     | 31  |
| 1979 | Caracas          | Daniel Riolobos                  | Cuenta conmigo                         | Daniel Parentella        | 1     | 43  |
| 1978 | Santiago         | Carlos Bazán                     | Dijeron que era un niño                | Osvaldo Requena          | 11    | 7   |
| 1977 | Madrid           | Jerónimo                         | Jugar a Vivir                          | Javier Iturralde         | 6     | 3   |
| 1976 | Acapulco         | Adriana Santamaría               | Como olvidar que te quise tanto        |                          | 8     | 3   |
| 1975 | San Juan         | Marty Cosens                     | Dos habitantes                         | Jonathan Zarzosa         | 11    | 3   |
| 1973 | Belo Horizonte   | Juan Eduardo                     | Dije que te quiero                     | Horacio Malvicino        | 9     | 3   |
| 1972 | Madrid           | Víctor Heredia                   | Sabes que estamos aquí, América        | Augusto Algueró          | 9     |     |

## Festivales organizados en Argentina
| Edición  | Ciudad sede  | Localización              | Presentandores                         |
| -------- | ------------ | ------------------------- | -------------------------------------- |
| OTI 1980 | Buenos Aires | Teatro General San Martín | Liliana López Foresi y Antonio Carrizo |
| OTI 1988 | Buenos Aires | Teatro Nacional Cervantes | Lidia Satragno y Juan Alberto Badía    |